# Marele Duce Nicolai Mihailovici al Rusiei
Marele Duce Nicolai Mihailovici al Rusiei (rusă Великий князь Никола́й Миха́йлович; 26 aprilie 1859 – 28 ianuarie 1919), a fost primul copil al Marelui Duce Mihail Nicolaievici și verișor primar al Țarului Alexandru al III-lea al Rusiei.
Un om de știință și un istoric eminent, Marele Duce Nicolai a adus multe contribuții valoroase la studiul istoriei ruse în timpul domniei Țarului Alexandru I al Rusiei. Lucrările sale, publicate în rusă și franceză au inclus: documente diplomatice ale Țarului Alexandru I și Napoleon; viața prietenului Țarului Alexandru, Paul Stroganov și studii biografice ale lui Alexandru I și a soției lui, Elisabeta Alexeievna.
A fost doctor honoris causa în istorie și filozofie al Universității din Berlin, doctor honoris causa în istorie al Universității din Moscova, președinte al Societății istorice imperiale (1909),președinte al Societății de pomicultură și președinte al Societății geografice ruse (1892). 
În ultima parte a domniei lui Nicoale al II-lea a căzut în dizgrație din cauza faptului că împărăteasei Alexandra nu-i plăceau părerile lui liberale. Pe măsură ce situația politică din Rusia s-a înrăutățit, el a cerut Țarului să pună în aplicare reformele și chiar a participat la discuțiile privind o lovitură de palat. După căderea monarhiei, a fost exilat la Vologda. A fost luat prizonier de bolșevici la Petrograd și ucis împreună cu Marele Duce George Mihailovici și verișorii săi: Marele Duce Paul Alexandrovici și Marele Duce Dimitri Constantinovici. 